# Српска православна црква у Турији
Српска православна црква у Турији, насељеном месту на територији општине Србобран, подигнута је 1754. године и представља непокретно културно добро као споменик културе.
Црква је посвећена Преносу моштију светог оца Николаја, док је иконостас радио 1841. године академски сликар Јован Кљајић. Не постоје подаци о значајним ктиторима и градитељима, под заштитом државе је од 14. јуна 1991. године.
У Турији постоји водица саграђена 1905. године где се налази и бунар. Посвећена је Светом великомученику Георгију. 